# いせ毎日
いせ毎日（いせまいにち）は伊勢鳥羽地区で配布される毎日新聞折り込みの地域新聞。

## 概要
1987年に創刊、伊勢市・鳥羽市・度会郡玉城町で配布される毎日新聞に、毎月第1・第3木曜日に折り込まれるミニ新聞（タブロイド版の4ページ構成）である。
おもに伊勢鳥羽地域の情報を掲載している。
編集室は毎日新聞伊勢支局内に置かれており、発行は毎日新聞中部販売普及株式会社となっている。また、発行地域内の専売所でいせ毎日会を構成している。

## 沿革
- 1987年（昭和62年）11月2日 - 創刊[1]。元伊勢新聞社報道部長の中村晃が初代編集長に就任する（2001年10月まで）[2]。
- 1995年（平成7年）6月19日（第183号）の時点では、紙面はタブロイド版の2ページ構成、発行日は毎月第1・第3月曜日、発行所は毎日新聞伊勢市専売所、配布エリアは伊勢市・御薗村・小俣町・玉城町となっている。
- 2001年（平成13年）10月1日（第334号） - 第1月曜号のみ4ページ化、毎日新聞社中部支社での印刷となり、鳥羽市が配布エリアに加わる[3]。
- 2002年（平成14年）4月15日（第347号） - 第3月曜号が4ページ化。
- 2002年（平成14年）8月6日（第354号） - 発行日が第1・第3火曜日に変更、理由として毎日新聞本紙の休刊日が月曜日となるケースが多いためとしている[4]。
- 2003年（平成15年）5月6日（第372号） - 発行がいせ毎日会に変更。編集室として毎日新聞社伊勢支局内いせ毎日編集室の表記が加わる（ただし、これ以前より編集は伊勢支局内で行われている）。
- 2009年（平成21年）10月1日（第526号） - 発行日が第1・第3木曜日に変更[5]。
- 2010年（平成22年）4月15日 - 発行が毎日新聞中部販売普及株式会社に変更。

## おもな特集記事
- 「今どきの若いもん」 - 地元で活躍する若者の紹介記事。2001年（平成13年）1月15日（第317号）から月後半の発行版に連載。
- 「食べにいこう」 - 地元の飲食店の紹介記事。2001年（平成13年）10月1日（第334号）から不定期連載（ほぼ毎号）。
- 「ウェルカム わが街」 - 地元で活躍する外国人の紹介記事。2001年（平成13年）10月1日（第334号）から不定期連載。
- 「こだわり人（びと）」 - 地元で活躍する人物の紹介記事。2002年（平成14年）6月3日（第350号）から不定期連載。